# Quadrilátero da Califórnia
O Quadrilátero da Califórnia, o Edifício da Califórnia Building e a Torre da Califórnia são estruturas históricas localizadas no Balboa Park, em San Diego, Califórnia. Foram construídos para a Exposição Panamá-Califórnia de 1915-1916 e serviram como a grande entrada para o evento. Os edifícios e o pátio foram projetados pelo arquiteto Bertram Goodhue. Foram adicionados ao Registro Nacional de Lugares Históricos em 17 de maio de 1974. Agora eles abrigam o Museu de Nós.

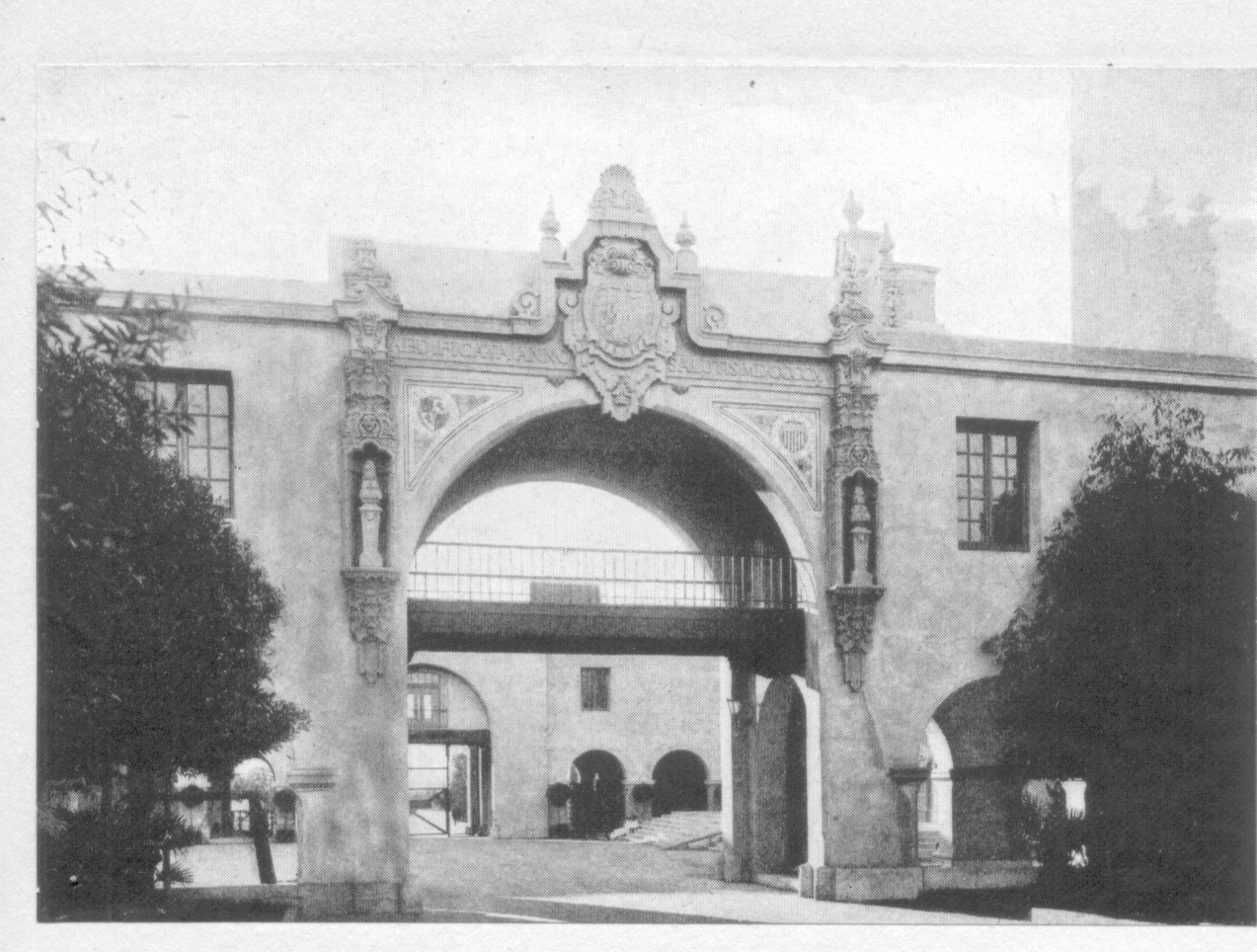
Entrada da Plaza de California, 1916

O Quadrângulo inclui o Edifício e a Torre Califórnia no lado norte, e o Evernham Hall e a Capela de São Francisco no lado sul. Entre eles há um espaço aberto ligado por passagens com arcadas e enormes portões em arco, formando a Plaza de California. O edifício administrativo original do Balboa Park (que hoje é o edifício administrativo de Gill) fica nos arredores do Quadrangle, adjacente e a oeste do edifício Califórnia. Diferente da maioria das exposições no evento, os edifícios Quadrangle foram concebidos para serem permanentes.
A Plaza de California é a entrada principal do Balboa Park, acessada pela Ponte Cabrillo. É atualmente uma estrada de duas pistas que dá acesso de veículos ao parque. A cidade aprovou planos para desviar o tráfego de veículos da Plaza de California e restaurá-la como um passeio exclusivo para pedestres, esperando concluir o projeto a tempo de comemorar o centenário da exposição em 2015. No entanto, o plano foi contestado em tribunal e foi anulado por um juiz em 4 de Fevereiro de 2013, sob a alegação de que a cidade não tinha seguido os requisitos do seu próprio Código Municipal ao aprová-lo.

## Edifício e Torre da Califórnia
O California Building, com sua fachada ornamentada e cúpula azul e dourada, juntamente com a adjacente California Tower, estão entre os marcos mais conhecidos de San Diego. Ambos abrigam o Museu de Nós. O design e a ornamentação combinam muitos elementos de estilo, incluindo gótico, plateresco, barroco, churrigueresco e rococó, para criar a impressão de uma igreja colonial espanhola. O frontispício de vários níveis é adornado com esculturas dos Irmãos Piccirilli, uma família de escultores de mármore italianos que também trabalharam em monumentos famosos como o Lincoln Memorial e a Biblioteca Pública de Nova York. Quatro dos seis irmãos Piccirilli são creditados por terem feito trabalhos para o Quadrilátero da Califórnia. Attilio (1866-1945), chefe do estúdio, e Furio (1868-1949), modelaram as figuras históricas e os bustos na fachada do Edifício Califórnia. Furio também produziu as figuras de tímpano acima do Portão Oeste; uma mulher representando o Oceano Pacífico e um homem representando o Oceano Atlântico foram unidos pela abertura do Canal do Panamá. Orazio (1872-1954) e Masaniello (chamado “Tom”, 1870-1951) executaram o trabalho ornamental e as molduras churriguerescas do edifício.
O design da cúpula foi inspirado na cúpula da Igreja de Santa Prisca e San Sebastián em Taxco, México. A grande cúpula central é circundada pela inscrição "Terram Frumenti Hordei, ac Vinarum, in qua Ficus et Malogranata et Oliveta Nascuntur, Terram Olei ac Mellis", (Uma terra de trigo, cevada, vinhas, figueiras e romãs; uma terra de azeite, azeitona e mel), (Deuteronômio 8:8 retirado da Vulgata de São Jerônimo ; veja também as Sete Espécies), bem como o lema da Califórnia, "Eureca".

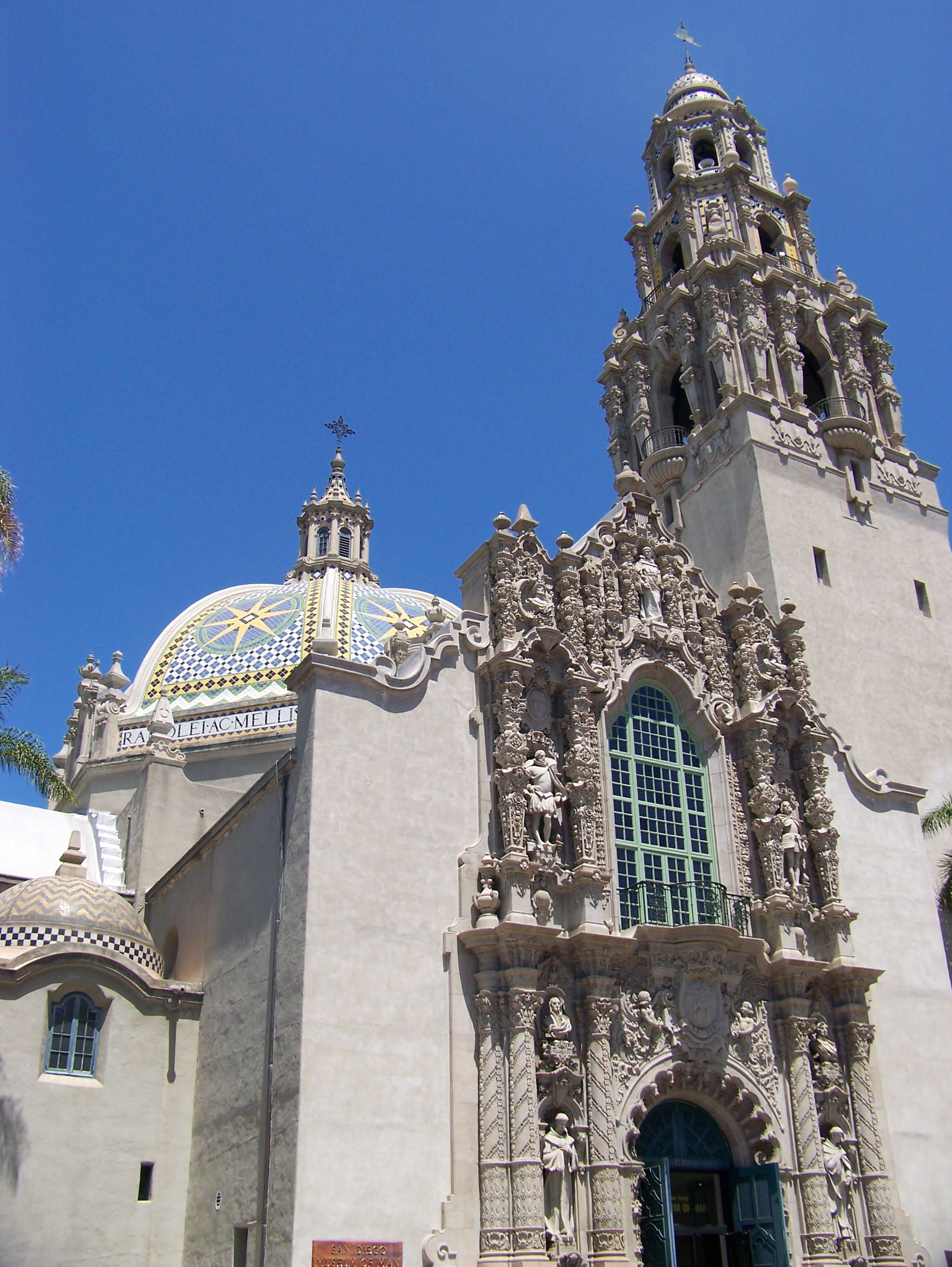
Edifício Califórnia e Torre Califórnia

A fachada do edifício apresenta ornamentação em pedra, bem como muitas figuras históricas e bustos esculpidos em argila de modelagem e gesso, retratando pessoas importantes da Califórnia, da Inglaterra, do México e da Espanha. Entre eles, Junípero Serra, Filipe III de Espanha, Sebastián Vizcaíno, George Vancouver, Luís Jayme, Carlos III de Espanha, Juan Rodríguez Cabrillo, Gaspar de Portolà e Antonio de la Ascención. A fachada também apresenta o escudo dos Estados Unidos e os brasões do estado da Califórnia e do México.
A Torre da Califórnia tem 60m de altura e está aberto para visitas públicas desde 1º de janeiro de 2015. O design da torre é espanhol, enquanto os detalhes e as cores são de estilo mexicano. A torre é composta por três níveis que mudam de um quadrilátero para um octógono e depois para um círculo. Além disso, há um carrilhão Maas-Rowe na torre, instalado pela primeira vez em 1946 e substituído em 1967. Pode ser ouvido em todo o parque,,toca os sinos de Westminster a cada 15 minutos, e um carrilhão residente toca três músicas ao meio-dia diariamente. A torre foi descrita como "o ícone de San Diego".
O estado da Califórnia pagou US$ 250.000 para desenvolver o Edifício e a Torre da Califórnia para a Exposição de 1915. Embora a Califórnia fosse dona do edifício, ele foi entregue ao governo de San Diego em 1926. Durante a Exposição, o Edifício Califórnia foi o lar da exposição temática da exposição, uma exposição antropológica chamada "A História do Homem através dos Tempos". Ao fim da exposição, a exposição foi mantida e expandida, eventualmente se tornando o Museu de Nós.

## Edifício de Belas Artes
No lado sul do Quadrangle fica o Edifício de Belas Artes original da feira (não confundir com a Galeria de Belas Artes, inaugurada em 1926 e hoje Museu de Arte de San Diego). O edifício agora é usado pelo Museu de Nós. Ele abriga um salão de banquetes chamado Evernham Hall e também é usado para exposições temporárias.

## Capela de São Francisco
A Capela de São Francisco é uma pequena capela em estilo Missionário, construída para adicionar um toque religioso à exposição. O design interior é simples, exceto por um altar em estilo espanhol, elaboradamente decorado e dourado. À direita da estátua esculpida de Nossa Senhora com o Menino está uma efígie representando San Diego de Alcala, santo homônimo da cidade, e para comemorar as primeiras missões jesuítas no Arizona, à esquerda está um santo jesuíta desconhecido. A capela geralmente não abre ao público, mas está disponível para eventos privados, como casamentos e cerimônias de compromisso. Foi usada como capela militar durante a Segunda Guerra Mundial.

## Prédio da Administração
Logo na saída do Quadrilátero Californiano, a oeste, fica o primeiro edifício que os visitantes encontram ao cruzar a Ponte Cabrillo e entrar no Complexo El Prado. Este é o Prédio Administrativo. Construído no Balboa Park como Edifício Administrativo da Exposição Panamá-Califórnia, concluído em 1911 e projetado por Irving Gill. Este projetou o edifício em seu alto estilo, às vezes chamado de estilo Mission, um rótulo incorreto, pois possui pouca semelhança com as Missões da Califórnia. Após Gill deixar o projeto da exposição, o design foi ampliado com o estilo de ornamentação colonial espanhola de Bertram Goodhue, tentando combinar com o tema arquitetônico do restante da exposição. O edifício continha vários escritórios grandes e um auditório. Serviu como sede de planejamento e administração para a Exposição de 1915-16, bem como um local para recepções internacionais. Durante a Segunda Guerra Mundial, foi usado como hospital militar. Depois disso, o edifício ficou vago, e a cidade propôs demoli-lo em 1978, mas foi restaurado na década de 1990 (sem ornamentação) e entregue ao Museu de Nós. Atualmente é conhecido como Gill Administration Building e abriga os escritórios administrativos do Museum of Us. É o único edifício ainda no parque Balboa que ostenta o estilo característico de Gill.

## Mapa
Este é um mapa esquemático da Exposição Panamá-Califórnia, conforme apareceu em seu segundo ano, 1916. O Quadrilátero da Califórnia é a área azul no lado esquerdo do mapa.
|                       |                           |                           | Berçário diurno           |                             |                             |                             | Jardins de Eucalipto        | Exibição japonesa e de Formosa |                             |                             | Portão norte                  |
|                       | jardins                   | jardins                   | jardins                   |                             |                             | Estados Unidos              |                             | Botanical Building             |                             |                             | Vila indígena                 |
| Prédio administrativo | California State Building | California State Building | California State Building | Ciência e Educação          | Ciência e Educação          | Plaza de Panama             | Pan-Pacífico                | A Lagoa das Flores             | Estrangeiro e Doméstico     | Calle Cristobal             | Condados do Sul da Califórnia |
| Ponte Cabrillo        | Portão oeste              | Plaza de California       | Portão leste              | El Prado, a avenida central | El Prado, a avenida central | El Prado, a avenida central | El Prado, a avenida central | El Prado, a avenida central    | El Prado, a avenida central | El Prado, a avenida central | El Prado, a avenida central   |
|                       | Edifício de Belas Artes   | Edifício de Belas Artes   | Edifício de Belas Artes   | Jardins de Montezuma        | Rússia e Brasil             | Plaza de Panama             | Artes estrangeiras          | Edifício Canadense             | Edifício Canadense          | Canyon Espanhol             | Edifícios de serviços         |
|                       | Capela de S. Francisco    |                           | bosque denso              | Palm Canyon                 |                             | Esplanada                   | Vale de San Joaquin         |                                |                             |                             | Hospital                      |
|                       |                           |                           |                           |                             | Via de los Estados          | Plaza de Los Estados        |                             |                                |                             |                             | Parque Pepper Grove           |
|                       |                           |                           |                           |                             | Via de los Estados          | Grande Órgão                |                             |                                |                             |                             |                               |
|                       |                           |                           |                           |                             | Via de los Estados          | Edifício Teosófico          |                             |                                |                             |                             |                               |
|                       |                           |                           |                           | Washington                  | Via de los Estados          | Montana                     |                             |                                |                             |                             |                               |
|                       |                           |                           |                           | New Mexico                  | Via de los Estados          |                             |                             |                                |                             |                             |                               |